# شیخ طابا
شیخ طابا (به عربی: الشیخ طابا) یک منطقهٔ مسکونی در لبنان است که در شهرستان عکار واقع شده‌است. شیخ طابا ۱٫۷۴ کیلومتر مربع مساحت و ۱٬۶۳۵ نفر جمعیت دارد و ۲۲۰ متر بالاتر از سطح دریا واقع شده‌است.